# Briana
Briana ist ein weiblicher Vorname.

## Herkunft und Bedeutung
Briana ist eine moderne weibliche Form zum irischen Vornamen Brian.

## Namensträgerinnen

### Briana
- Briana Banks (* 1978), deutsche Pornodarstellerin
- Briana De Souza (* 1991), kanadische Fußballspielerin und Nationalspielerin für Guyana
- Briana Evigan (* 1986), US-amerikanische Schauspielerin
- Briana Scurry (* 1971), US-amerikanische Fußballspielerin

### Bryana
- Bryana Salaz (* 1997), US-amerikanische Sängerin und Schauspielerin